# Briceño
Briceño – miasto w Kolumbii, w departamencie Antioquia.